# Marilyn Ramenofsky
Marilyn Ramenofsky (Phoenix, 7 marzo 1947) è un'ex nuotatrice statunitense.
Specializzata nello stile libero, ha vinto la medaglia d'argento nei 400 m sl alle Olimpiadi di Tokyo 1964.
È stata primatista mondiale dei 400 m sl.

## Palmarès
- Olimpiadi
  - Tokyo 1964: argento nei 400 m sl.
- Maccabiadi
  - 1961: oro nella staffetta 400 m sl e bronzo nei 400 m sl.
  - 1965: oro nei 220 m e 400 m sl.